# Crònica de Sant Pere de les Puel·les
La Crònica de Sant Pere de les Puel·les és un breu cronicó escrit a l'avui en dia desaparegut monestir de Sant Pere de les Puel·les (Barcelona) entre el 1276 i el 1283.

## Edicions
Fou editat per primera volta el 1967 per Miquel Coll i Alentorn i Stefano Maria Cingolani en realitzà una edició crítica.